# Пројекат Персеј
Пројекат Персеј (енгл. Perseus Project) непрофитабилни је пројект, основан 1987. године ради стварања дигиталне библиотеке. Основан је ради сакупљања и презентовања материјала о античкој Грчкој. Седиште пројекта је на Tufts University, у Масачусетсу, САД.